# Kretaspitzmaus
Die Kretaspitzmaus (Crocidura zimmermanni), auch kretische Spitzmaus oder Zimmermanns Spitzmaus genannt, ist eine Spitzmausart der Gattung der Weißzahnspitzmäuse. Sie ist auf der griechischen Insel Kreta endemisch.

## Beschreibung
Das dichte, seidige Fell ist an der Oberseite braun, grau oder schwarz gefärbt, an der Unterseite heller, ähnlich, wie auch bei den anderen Arten der Weißzahnspitzmäuse. Der Schwanz ist lang und wie der hintere Teil des Körpers mit Wimpern versehen. Die Krallen sind im Vergleich zu anderen Spitzmausarten kurz, die 28 Zähne sind weiß gefärbt.

## Lebensraum und Lebensweise
Die Kretaspitzmaus lebt in offenen Berggebieten die im Sommer trocken und im Winter schneebedeckt sind. Der bevorzugte Lebensraum sind Hochebenen statt Felsen und Bergspitzen. Fänge in den Zentralgebirgen stammen aus Höhen von 1150 bis 1400 m. Im Gewölle von Eulen, gesammelt in Höhen von 140 to 830 m, wurden Überreste der Art gefunden. Wahrscheinlich kommt sie also auch in tieferen Lagen vor. Der dortige Lebensraum ist aber unbekannt, falls das Vorkommen in tieferen Lagen überhaupt zutrifft.
Wie die anderen Spitzmausarten auch, ernährt sich die Kretaspitzmaus carnivor, hauptsächlich von Wirbellosen, wie Insekten oder Würmern. Sie verfügen über die für Spitzmäuse typische hohe Stoffwechselrate. So fressen diese täglich nahezu ihr eigenes Körpergewicht an Nahrung.

## Verbreitung und Bedrohung
Die Art wird von der IUCN als „stark gefährdet“ (endangered) beurteilt. Als Gründe werden invasive Arten und der Klimawandel genannt. Möglicherweise war die Kreta-Spitzmaus früher über die ganze Insel verbreitet und wurde erst durch die Ansiedlung der Gartenspitzmaus (Crocidura suaveolens) in vorchristlicher Zeit in die höheren Lagen verdrängt.

## Systematik
Die Kretaspitzmaus wurde 1953 als Unterart der Hausspitzmaus (Crocidura russula zimmermanni) erstbeschrieben. Ob sie eine Unterart der Hausspitzmaus oder eine eigene Art Crocidura zimmermanni sei, war dabei lange umstritten. Die Untersuchung des Karyotyps einiger Exemplare und der Vergleich mit dem Karyotyp der Spitzmäuse des europäischen Festlands bestätigte den Status als eigene Art.
Möglicherweise stammt die Kretaspitzmaus von der ausgestorbenen Art Crocidura kornfeldi ab, die als Erste ihrer Gattung Zentral- und Südeuropa bewohnte und dort im Pliozän und Pleistozän lebte.
Der Artzusatz im wissenschaftlichen Namen ehrt den deutschen Zoologen Klaus Zimmermann, der am Berliner Naturkundemuseum tätig war.